# Albert von Rauch

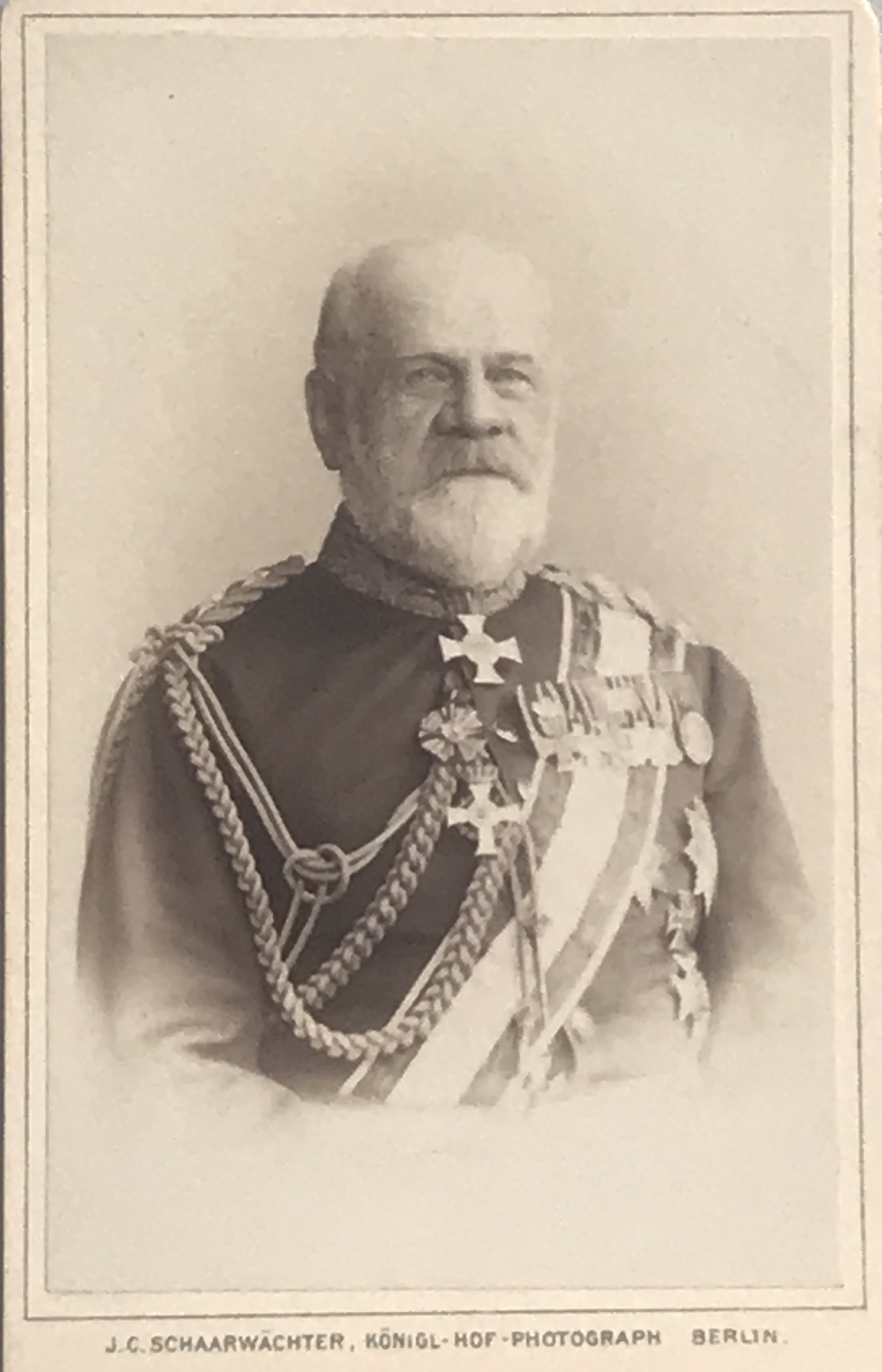
General de Infantería Albert von Rauch, por el fotógrafo de la corte Julius Cornelius Schaarwaechter, 1897.

Albert Gustav Guido von Rauch (21 de agosto de 1829 - 28 de enero de 1901), nacido en el seno de una familia aristocrática prusiana, fue general de infantería en el Ejército prusiano que luchó en la guerra austro-prusiana y en la guerra franco-prusiana.

## Biografía
Nació en Berlín, siendo hijo de Gustav von Rauch, anterior Ministro de Guerra Prusiano y como su hijo general de infantería, y de su segunda esposa Rosalie, nacida von Holtzendorff (1790-1862). Su abuelo fue el Mayor General Bonaventura von Rauch. Sus hermanos eran el General de Caballería Gustav Waldemar von Rauch y el caballerizo en jefe prusiano Fedor von Rauch. Su hermanastro fue el Hofmarschall y chambelán Adolf von Rauch y su hermana la Condesa Rosalie von Hohenau, esposa morganática del Príncipe Alberto de Prusia, el hermano menor del rey Federico Guillermo IV de Prusia y el emperador Guillermo I de Alemania.
En 1866 Albert contrajo matrimonio con Elisabeth von Bismarck. Sus hijos Friedrich Wilhelm von Rauch, Teniente Primero à la suite del 1.º Regimiento de Infantería de la Guardia y Gobernador Militar de los hijos del Emperador Guillermo II, y Leopold von Rauch, Coronel en el Estado Mayor General, también siguieron una carrera militar.
- Datos: Q29905795